# Ismail Sassi
Ismail Sassi (Colmar, 24 dicembre 1991) è un calciatore francese, centrocampista del Kasetsart.

## Carriera
Ha giocato nella prima divisione dei campionati cipriota, greco, tunisino e singaporiano.